# Варшавский военный вестник
«Варшавский военный вестник» (Варшавскій военный вѣстникъ) — военный журнал, журнал для нижних чинов, как тогда писали «для самообразовательного и нравственно-воспитательного чтения русского воинства».

## История
Журнал выходил Варшавском военном округе с 1906 года до 1914 года. Редактор-издатель военного журнала С. B. Тиминский. Срок выхода был установлен два — три раза в неделю, позднее — еженедельный.
Содержание или программа журнала, как тогда писали — обычная для военно-патриотических изданий, много места уделяется статьям по естествознанию, а также сочинениям читателей — чинов военного ведомства.
Иногда имел иллюстрации и приложения, в виде популярных брошюр, например: А. А. Дурново, «В помощь военной песне», Указания практика по постановке и обучению военного хора, с нотами в тексте.

Уже издавна этот округ считался передовым в русской армии в смысле военно-теоретической работы. По оценке Бориса Михайловича, если в период его службы там и «не полностью возродились времена, когда начальником штаба округа был известный в истории Генерального штаба генерал Пузыревский, то, во всяком случае, военная мысль больше работала в Варшаве, нежели в казённом Петербурге». Офицеры округа могли регулярно обмениваться мнениями по вопросам военного дела, чему способствовало наличие единственного в русской армии особого собрания офицеров Генерального штаба. Здесь происходили доклады, военные игры, дружеские встречи. При штабе округа издавался небольшой военный журнал. Выходила и своя газета «Офицерская жизнь», причём взгляды её на тактические и оперативные вопросы военного дела, как отмечал Шапошников, не совпадали со взглядами «Русского инвалида» и «Военного сборника», отличавшихся консерватизмом.— А.М. Василевский, "Маршал Советского Союза Борис Шапошников"